# 一号航空母舰 (1915年)
航空母舰I号（Flugzeugträger I）是德意志帝国海军在第一次世界大战期间首个规划的航空母舰改装项目。尽管帝国海军此前曾尝试改造水上飞机母舰，但这些早期改装舰船航速过慢，无法与公海舰队协同作战，且搭载的飞机数量不足。I号舰计划搭载23至30架飞机，包括战斗机、轰炸机及鱼雷轰炸机。
该舰基于未完工的意大利客轮“奥索尼亚”号（Ausonia）的船体建造，该船原在汉堡进行建造。此次改装计划由帝国海军办公室（Reichs Navy Office）的航空部门提出，但因德国海军内部关于在战争末期暂停新舰建造的谈判而搁置。第一次世界大战结束后，德国的恶性通货膨胀进一步推高了该舰的建造成本，导致最初订购此船的意大利航运公司拒绝接收。因此，这艘船最终被出售给拆船商，并于1922年拆解。

## 设计
“奥索尼亚”号最初是意大利锡特马尔航运公司（Sitmar）于1914年订购的一艘涡轮动力蒸汽客轮，由汉堡的布洛姆-福斯船厂承建，建造编号为236。当时，德国海军唯一的水上飞机母舰是装甲巡洋舰“腓特烈·卡尔”号，仅能搭载两架飞机。德国海军高层认为，无论是侦察还是攻击，齐柏林飞艇的效能远胜于水上飞机。德国海军的总设计师阿尔弗雷德·冯·提尔皮茨海军上将尤其对固定翼飞机的表现不以为然。尽管如此，德国海军仍在一战前及期间研发了多款海军飞机，包括两型水上战斗机——由汉莎-勃兰登堡公司（Hansa-Brandenburg）制造的W.12和W.29戰鬥機，此外还设计了双引擎鱼雷水上飞机。
尽管更倾向于使用飞艇，第一次世界大战期间仍有数艘小型商船被改装为水上飞机母舰，包括“圣埃琳娜”号（Santa Elena）、“安斯瓦尔德”号（Answald）、“奥斯瓦尔德”号（Oswald）和“格林德沃尔”号（Glyndwr）。然而，这些船只每艘仅能搭载2至4架飞机，且航速过慢，无法与公海舰队协同行动。1918年，航速足以跟随舰队行动的轻型巡洋舰“斯图加特”号也被改装为水上飞机母舰，但同样仅能携带两架水上飞机。最终，德国决定将客轮“奥索尼亚”号改装为配备飞行甲板的航空母舰，既可搭载轮式飞机，也可搭载浮筒飞机。该改装方案由第1航空分队（1st Aviation Detachment）的海军少尉尤尔根·莱茵佩尔（Jürgen Reimpell）于1918年设计完成。 

### 一般特征
改装完成后，该舰全长158米，垂线间长149.6米，舷宽18.8米，吃水7.43米，排水量12,585公吨。动力系统由两套布洛姆-福斯船厂的齿轮传动涡轮机驱动，推动一对直径未知的螺旋桨。锅炉系统与电力装置的细节尚未明确。按照设计方案，锅炉的废气将通过一根大型烟囱排出，烟囱与一座小型舰岛均位于顶部飞行甲板的右舷侧。该舰设计最高航速为21節（39每小時；24英里每小時）。 
该舰计划配备两条82米长的轮式飞机机库甲板和一条128米长的水上飞机机库甲板，所有机库宽度均为18.5米。飞行甲板设计长度为128.5米，宽度为18.7米。所有机库和飞行甲板均计划安装在主结构甲板上方。设计者还计划在舰首设置一条长30米、宽10.5米的起飞甲板。海军历史学家埃里希·格勒纳（Erich Gröner）指出，该舰设计可搭载13架固定翼或19架折叠翼水上飞机，以及约10架轮式飞机。历史学家彼得·申克（Peter Schenk）也认同此观点，称甲板可存放10架轮式战斗机，另配13至19架用于侦察、鱼雷攻击和轰炸的水上飞机。勒内·格雷戈尔（Rene Greger）估计该舰可搭载8至10架战斗机及15至20架轰炸机与鱼雷水上飞机的组合。 

## 改装
该舰于1915年4月15日作为客轮“奥索尼亚”号下水。在舾装期间，德国海军决定将其改装为航空母舰。改装设计方案于1918年完成，但此时海军建设重心已转向新型U型潜艇的建造。战争对德国经济造成的劳动力与资源压力使造船业几乎仅能勉强维持公海舰队的维护和修理需求，至1918年剩余资源全部投入U型潜艇生产。由于U艇建造的重要性日益提升，加之国家海军办公室对新建水面舰艇的禁令，改装项目最终被取消。
该设计方案影响了装甲巡洋舰“罗恩”号改装为水上飞机母舰的计划，但随着德国战败战争结束，此计划同样被废弃。《凡尔赛条约》明确禁止德国保留任何军用飞机，包括海军航空力量。1920年，因战后德国恶性通货膨胀导致船价飙升，意大利航运公司取消了“奥索尼亚”号的订单。最终该船于1922年被售予拆船商，拆解为废料。

## 脚注

### 引文
1. ↑  王子午 (2013)，第172頁.
2. ↑  王子午 (2013)，第171頁.
3. 1 2 3 4 5 6 7  Gröner (1990)，第70頁.
4. ↑  Greger (1964)，第87頁.
5. ↑  Herwig (1980)，第212–215頁.
6. 1 2 3  Schenk (2008)，第129頁.
7. 1 2  Greger (1964)，第88頁.
8. ↑  王平庚 (1991)，第1576頁.
9. ↑  Schenk (2008)，第129, 131頁.
10. ↑  Weir (1992)，第178–179頁.
11. ↑  Schenk (2008)，第132頁.